# أندري كوندراتيوك
أندري كوندراتيوك هو لاعب كرة قدم روسي في مركز حراسة المرمى، ولد في 20 ديسمبر 1982 في موسكو في روسيا. لعب مع دينامو ستافروبول ونادي دينامو الداغستاني ونادي فولغا نيجني نوفغورود.

## وصلات خارجية
- أندري كوندراتيوك على موقع قاعدة بيانات كرة القدم.إي يو (الإنجليزية)
- أندري كوندراتيوك على موقع Soccerway.com (الإنجليزية)